# Lucinda Worsthorne
Lucinda Worsthorne (Newcastle, 10 de mayo de 1943), más conocida como Lucinda Lambton, es una escritora fotógrafa, productora y conductora de televisión inglesa. Se especializa en darle un sentido caprichoso a la historia arquitectónica.
Hija de Anthony Lambton y Belinda Blew-Jones. En el momento de su nacimiento su padre era heredero al Earl de Durham, título que después declinó. Ella pasó una parte de su niñez en el Castillo de Lambton cerca del Río Wear en el Condado de Durham.
Quizás su libro más divertido es Templos de la conveniencia y cámaras del placer (en inglés Temples of Convenience and Chambers of Delight) que trata de inodoros y cuartos de baño, el cual incluye 150 de sus fotografías en color. También ha producido y escrito alrededor de 60 películas para la BBC
Lady Lucinda se ha casado tres veces: primero con Henry Harrod en 1965 (del cual se divorció en 1973) y con quien tuvo dos hijos, Henry Barnaby (1965) y Nathaniel (1967); después con Sir Edmund Ramsay-Fairfax-Lucy (divorciados en 1989) y por último con el reportero y comentador social Sir Peregrine Worsthorne, un editor y fundador del El Telégrafo del Domingo (Sunday Telegraph), en 1991. Ella y su actual esposo viven en Buckinghamshire.
- Datos: Q579085